# Kate Schmidtová
Kathryn Joan „Kate“ Schmidtová (* 29. prosince 1953 Long Beach) je bývalá americká držitelka světového rekordu v oštěpu. Rodačka z Kalifornie a absolventka UCLA. Získala bronzové medaile na olympiádě v letech 1972 a 1976. Kvalifikovala se pro olympijské hry 1980, ale kvůli bojkotu letních olympijských her 1980 nesoutěžila. Na olympijské kvalifikaci v roce 1984 obsadila čtvrté místo.